# Stanisław Michocki
Stanisław Michocki (ur. 21 października 1893 w Wiśniowczyku, zm. 27 sierpnia 1942 w Auschwitz-Birkenau) – żołnierz Legionów Polskich, armii rosyjskiej i major piechoty Wojska Polskiego, uczestnik I wojny światowej i kampanii wrześniowej, kawaler Orderu Virtuti Militari.

## Życiorys
Urodził się w rodzinie Jana, urzędnika, i Magdaleny z Miśków. Do gimnazjum uczęszczał w Buczaczu i Trembowli (ukończone w 1914). Od 6 sierpnia 1914 służył w Legionach Polskich jako żołnierz 3 pułku piechoty. Szczególnie odznaczył się 30 sierpnia 1916 w walce pod Rudką Miryńską, gdzie „przeprowadził atak plutonu zakończony zdobyciem okopów rosyjskich. Za czyn ten otrzymał Order Virtuti Militari”. Od 15 lutego 1918 w II Korpusie Polskim w Rosji. Od 15 sierpnia 1918 do 10 stycznia 1920 w szeregach 2 pułku strzelców, gdzie został mianowany dowódcą Szkoły Podoficerskiej.

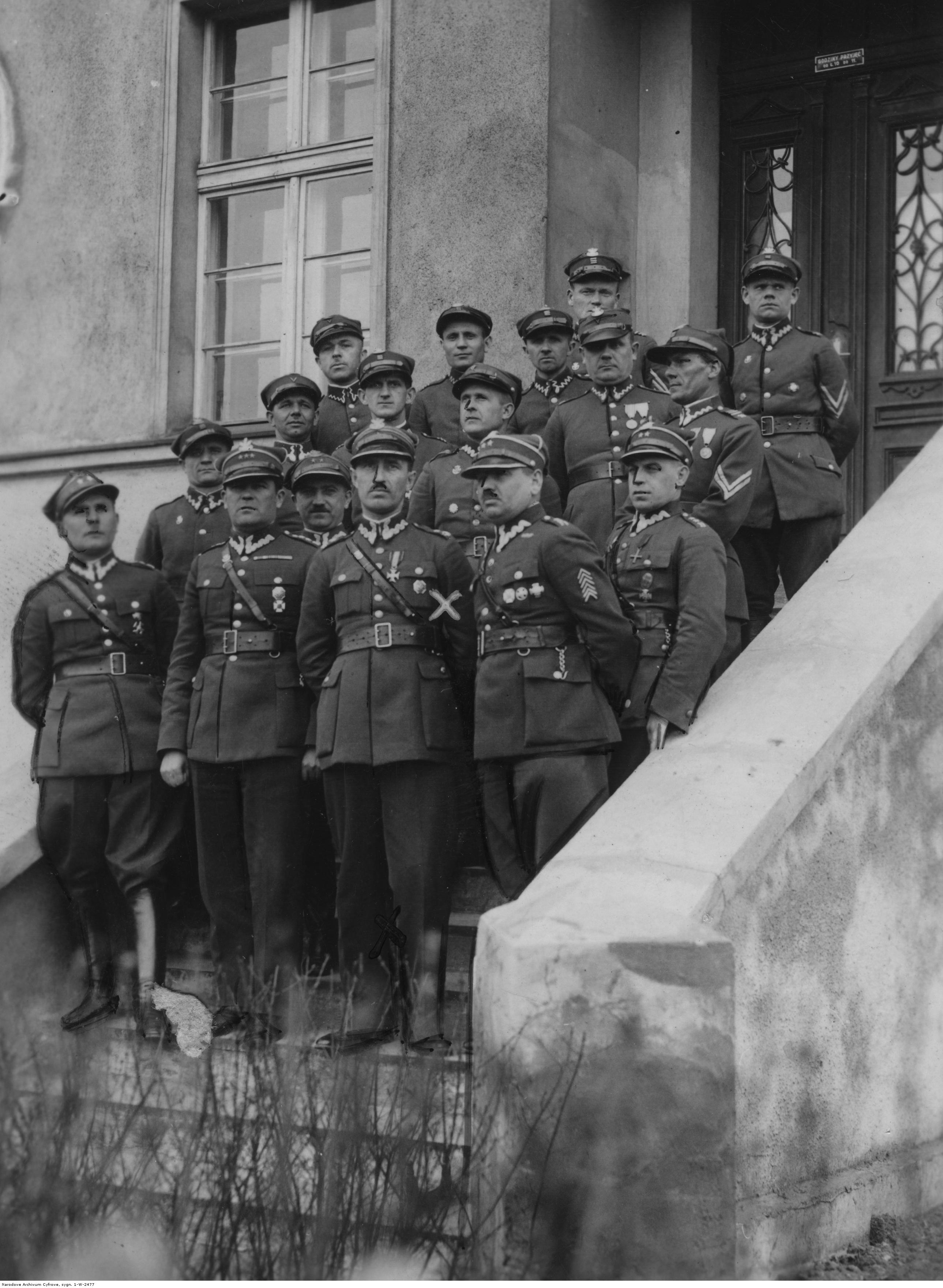
Pożegnanie komendanta obwodu WFiPW w Tarnowskich Górach mjr Stanisława Michockiego; maj 1934

Wrócił do Polski w maju 1920. Został przydzielony do Oddziału V Sztabu Generalnego. 18 lutego 1928 został mianowany majorem ze starszeństwem z 1 stycznia 1928 i 18. lokatą w korpusie oficerów piechoty. W kwietniu tego roku został przeniesiony z 3 pułku piechoty Legionów w Jarosławiu do 11 pułk piechoty w Tarnowskich Górach na stanowisko dowódcy III batalionu. W marcu 1931 został przesunięty ze stanowiska dowódcy batalionu na stanowisko obwodowego komendanta Przysposobienia Wojskowego. W kwietniu 1934 został przeniesiony do 10 pułku piechoty w Łowiczu na stanowisko dowódcy III batalionu detaszowanego w Skierniewicach. Od 20 października 1937 II zastępca dowódcy (kwatermistrz) 9 pułku piechoty Legionów w Zamościu. 
Walczył w kampanii wrześniowej. Brał też udział w działaniach ruchu oporu podczas okupacji niemieckiej za co został aresztowany przez gestapo i zamordowany w obozie Auschwitz-Birkenau.
Stanisław Michocki w 1922 ożenił się z Haliną Piorunowską, z którą miał dwóch synów: Janusza (ur. 1923) i Jacka (ur. 1932)

## Ordery i odznaczenia
- Krzyż Srebrny Orderu Wojskowego Virtuti Militari nr 7377 – 17 maja 1922[11][1][12][13][14]
- Krzyż Niepodległości – 2 sierpnia 1931 „za pracę w dziele odzyskania niepodległości”[15][1]
- Krzyż Walecznych czterokrotnie[1]
- Złoty Krzyż Zasługi –10 listopada 1938[16][1]
- Medal Zwycięstwa („Médaille Interalliée”)[17]